# Рёлер, Оскар
Оскар Рёлер (нем. Oskar Roehler, 21 января 1959, Штарнберг) — немецкий кинорежиссёр, сценарист и продюсер.

## Биография
Из семьи писателей: отец — Клаус Рёлер, мать — Гизела Эльснер. Работал как сценарист, в 1995 выступил как режиссёр.

## Избранная фильмография

### Режиссёр
- 1997 — Рождественский отсчёт / Silvester Countdown
- 1999 — Ненасытный / Gierig
- 2000 — Неприкасаемые / Die Unberührbare
- 2001 — Отсоси / Suck My Dick
- 2002 — Иди к чёрту, сестра! / Fahr zur Hölle, Schwester!
- 2003 — Страх / Der alte Affe Angst
- 2004 — Агнес и его братья / Agnes und seine Brüder
- 2006 — Элементарные частицы / Elementarteilchen
- 2009 — Лулу и Джими / Lulu und Jimi
- 2010 — Еврей Зюсс / Jud Süss - Film ohne Gewissen
- 2013 — Источники жизни / Quellen des Lebens
- 2020 — Фассбиндер / Enfant Terrible

### Сценарист
- 1996 — Объединённый мусор / United Trash
- 1997 — Рождественский отсчёт / Silvester Countdown
- 1997 — 120 дней Боттропа / Die 120 Tage von Bottrop
- 1999 — Ненасытный / Gierig
- 2000 — Неприкасаемые / Die Unberührbare
- 2001 — Отсоси / Suck My Dick
- 2002 — Иди к чёрту, сестра! / Fahr zur Hölle, Schwester!
- 2003 — Страх / Der alte Affe Angst
- 2004 — Агнес и его братья / Agnes und seine Brüder
- 2006 — Элементарные частицы / Elementarteilchen
- 2009 — Лулу и Джими / Lulu und Jimi
- 2010 — Еврей Зюсс / Jud Süss - Film ohne Gewissen
- 2013 — Источники жизни / Quellen des Lebens
- 2015 — Смерть хиппи! Да здравствуют панки! / Tod den Hippies!! Es lebe der Punk!

### Продюсер
- 1997 — Рождественский отсчёт / Silvester Countdown
- 2009 — Лулу и Джими / Lulu und Jimi (сопродюсер)

## Признание
Номинант и лауреат национальных и международных премий. Член жюри Берлинского МКФ (2002).